# MS Drawno
MS Drawno – masowiec, zbudowany dla Polskiej Żeglugi Morskiej przez chiński koncern stoczniowy Yangfan Group w Zhoushan. Statek należy do kategorii handy-size, jest to nowoczesny masowiec szerokolukowy. 
Budowa statku została zakontraktowana w 2010 roku, ale w trakcie budowy statek został porzucony przez właściciela. Zarządca komisaryczny PŻM podjął decyzję o dokończeniu budowy i odebraniu jednostki.  
Nazwa statku nawiązuje do długoletnich powiązań armatora z leżącym w województwie zachodniopomorskim miastem Drawno, gdzie PŻM posiada własny ośrodek wypoczynkowy. Pierwszym dowódcą statku został kapitan Marek Wilczyński.